# طبقات الجو العليا

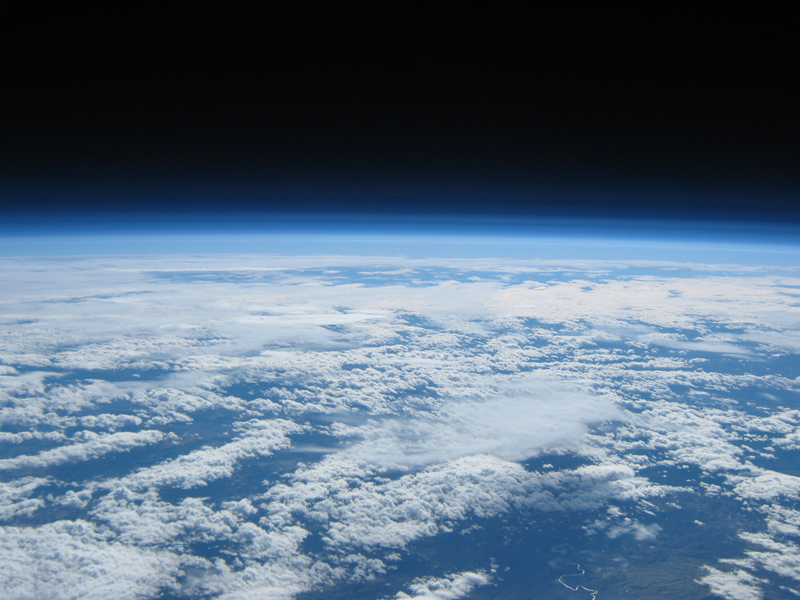
الأرض من ارتفاع حوالي 30 كم.

طبقات الجو العليا مصطلح يشير إلى المنطقة من غلاف الأرض الجوي الواقع على ارتفاع يتراوح بين 20 إلى 100 كم فوق مستوى سطح البحر، بحيث يشمل ذلك الطبقات العليا من الغلاف الجوي، وتلك تشمل ستراتوسفير وميزوسفير وطبقة ثيرموسفير.
تمتد طبقات الجو العليا بشكل تقريبي من خط أرمسترونغ، والذي يحتاج الإنسان من بعده إلى بذلة ضغط للبقاء على قيد الحياة، إلى خط كارمان. بالتالي فإن طبقات الجو العليا تشمل المناطق الأعلى من التي تطير فيها خطوط الطيران التجارية، ولكن دون مدار الساتل.

## الغلاف الجوي
هو الغلاف الغازي والهباء الجوي (جزيئات مجهرية من الغبار أو الدخان أو المواد الكيميائية) الذي يمتد من سطح الأرض بما فيها من يابسة ومحيطات وبحار وجبال جليدية، وتمتد إلى الفضاء الخارجي، وتنخفض كثافة الغلاف الجوي نحو الخارج لأن جاذبية كوكب الأرض تسحب الغازات والهباء الجوي نحو الداخل فتكون الكثافة أكبر بالقرب من سطح الأرض. وبالتالي فإن سبب احتفاظ الأرض بغلافها الجوي هو الجاذبية الأرضية العالية، وهناك العديد من الكواكب تحتفظ بغلافها الجوي مثل الزهرة والمريخ على عكس عطارد الذي يكون الغلاف الجوي فيه شبه منعدم بسبب جاذبيته المنخفضة. ويتكون الغلاف الجوي المحيط بالأرض من عدة طبقات والتي تبدأ من سطح الأرض حتى الفضاء الخارجي:(تروبوسفير- ستراتوسفير - ميزوسفير - ثيرموسفير - أيونوسفير - إكسوسفير ).

## طبقة الستراتوسفير
هي الطبقة الثانية من طبقات الغلاف الجوي ويختلف ارتفاع الجزء السفلي من طبقة الستراتوسفير باختلاف خطوط العرض والفصول ويتراوح مابين 20 كم عند خط الاستواء إلى 7 كم في منطقة القطبين أثناء فصل الشتاء وترتفع هذه الطبقة في الغلاف الجوي إلى 50 كم تقريبا وتسمى المنطقة الفاصلة بين هذه الطبقة وطبقة التروبوسفير بالتربوبوز، بينما تسمى المنطقة الفاصلة بينها وبين طبقة الميزوسفير بالستروبوز. تحتوي طبقة الستراتوسفير على ما يسمى بغاز الأوزون والذي ينتج عنعن تعرض جزيء الأكسجين O2 إلى الأشعة فوق البنفسجية الصادرة عن الشمس ويوجد في هذه الطبقة حوالي 85% من الأوزون الموجود في الغلاف الجوي.

## طبقة الميزوسفير
هي الطبقة الثالثة من طبقات الغلاف الجوي تقع فوق طبقة الستراتوسفير وتمتد من ارتفاع 50 كم حتى 85 كم وتتميز بكونها طبقة تحوي العديد من ذرات الحديد وبعض المعادن الأخرى ويعود ذلك إلى النيازك المتساقطة والتي تتبخر في هذه الطبقة وتمتاز هذه الطبقة بأنها جافة ورطوبتها قليلة.

## طبقة الثيرموسفير
وهي رابع طبقة من طبقات الغلاف الجوي، تبدأ من ارتفاع حوالي 85 كم وتمتد حتى 500إاى 1000 كم فوق سطح الأرض ويسمى الحد الفاصل بينها وبين الطبقة التي تليها بالثيرموبوز، والحد الفاصل بينها وبين الطبقة التي تحتها بالميزوبوز، وعلى الرغم من أن الثيرموسفير تعتبر من الغلاف الجوي للأرض، إلا أن كثافة  الهواء منخفضة فيها بشكل كبير جداً لدرجة أن معظم طبقة الثيرموسفير هو مانعتبره الفضاء الخارجي. وفي الواقع يقول التعريف الشائع أن الفضاء يبدأ على ارتفاع 100 كم أي أعلى قليلا من الميزوبوز في الجزء السفلي من طبقة الثيرموسفير.

## اقرأ أيضاً
- مدار أرضي منخفض